# Gil Eanes

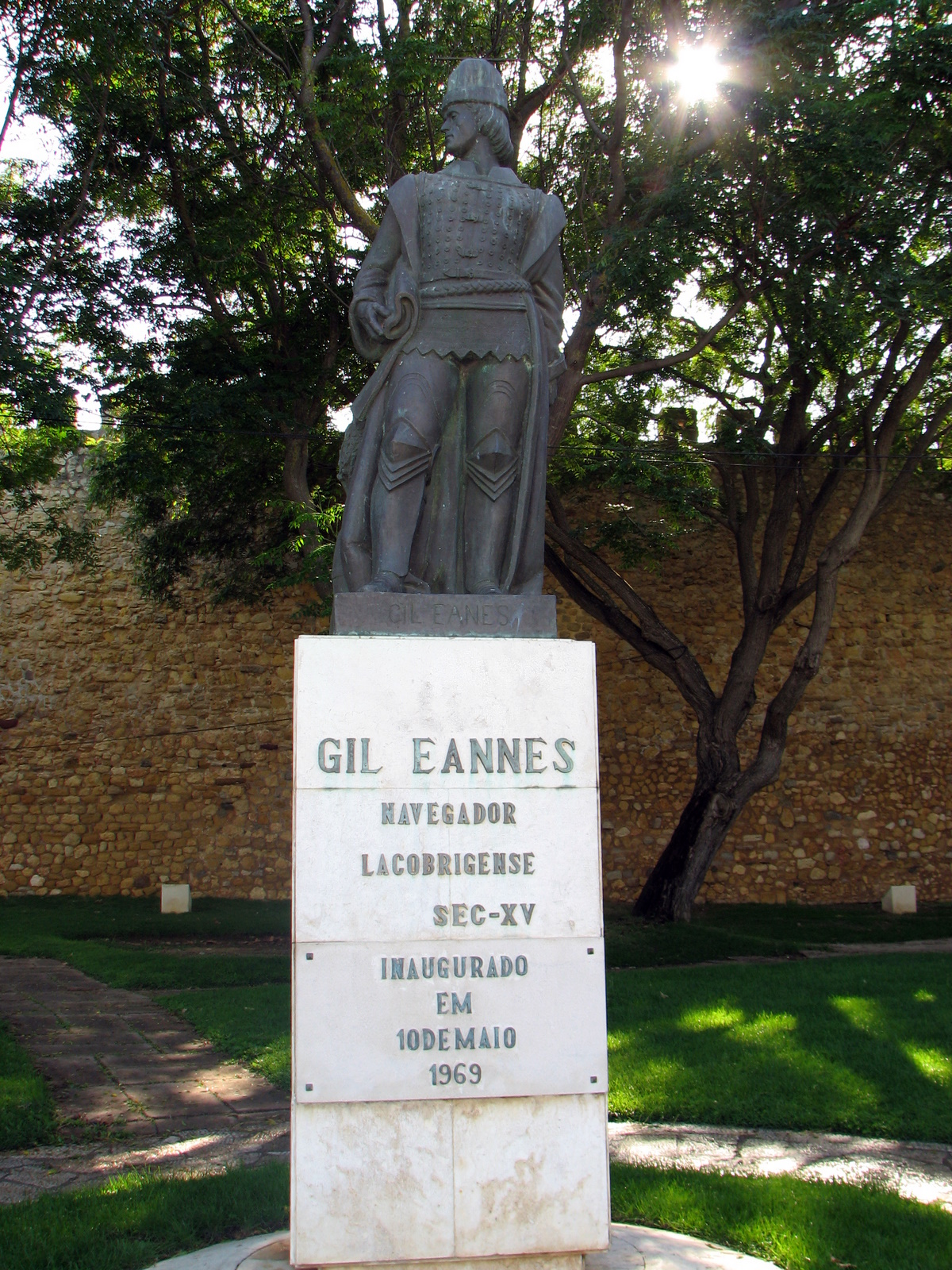
Staty av Eanes i hans födelsestad Lagos.

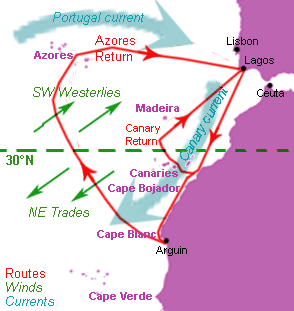
En volta do mar innebär att man seglar i en (rödmarkerad) slinga ut mot Atlanten. Havsströmmar ljusblå (se Kanarieströmmen) och förhärskande vindriktning grön (se Subtropiska högtrycksbältet.

Gil Eanes (äldre stavning Eannes) var en portugisisk upptäcktsresande  från Lagos i Algarve som var verksam på 1400-talet och som (tillsammans med skeppets övriga besättning) var den förste europé som rundade Cabo Bojador och återvände.
1433 kom han i Henrik Sjöfararens tjänst och gjorde ett försök att runda Kap Bojador, vilket vid den tiden hade misslyckats för ett antal sjöfarare, men misslyckades även han. Han nådde dock Kanarieöarna på återfärden där han tog ett antal fångar. 1434 (eller möjligen sent 1433, enligt Kerr) gjorde han ett nytt försök där han och hans besättning lyckades passera den fruktade udden (som omges av rev, svår ström och ogynnsam vind för återfärd samt ofta är höljd i dis och dimma - dessutom fruktade sjöfararen den livsfarliga hettan och mörkret som man trodde rådde söder om udden) och tog sig tillbaka genom att göra en "volta do mar".
1435 företog han en ny expedition, denna gång med Afonso Gonçalves Baldaia på ett andra fartyg, och de nådde till Angra dos Ruivos ("Knotbukten" efter knotfiskarna de fann där). Kerr anger också att han medföljde Baldaia på dennes nästa expedition (som nådde förbi Rio de Oro-halvön), vilket dock inte stöds av exempelvis Nyström och Cortecão.